# The Seven Cities of Gold
The Seven Cities of Gold est un jeu vidéo de stratégie développé par Ozark Softscape et publié par Electronic Arts en 1984. Le jeu se déroule au quinzième siècle, le joueur incarnant un conquistador espagnol partant pour le nouveau monde dans le but de trouver de l’or. En début de partie, le joueur peut acheter des navires, constituer des réserves de nourriture et recruter des hommes comme des soldats, des explorateurs ou des prêtres. En explorant le nouveau monde, le joueur est amené à découvrir des villages autochtones. Il peut alors choisir de les combattre ou au contraire de négocier avec eux afin de commercer avec eux et ainsi de s’enrichir. Au fur et à mesure qu’il avance dans le jeu, le joueur crée de nombreuses colonies qui lui permettent d’amasser des richesses et de lever une armée suffisante pour attaquer les sept cités d’or,.